# 拉贾·拉奧
拉贾·拉奥（1908年11月8日 - 2006年7月8日） 是一位印度裔美国英语小说和短篇小说作家。拉贾·拉奧生于迈索尔王国哈桑的一个讲卡纳达语的婆罗门家庭。後來拉奥移居美国，並於于1966年至1986年期間担任得克薩斯大學奧斯汀分校教授。 1988年獲頒纽斯塔特国际文学奖。 